# Sesamia jansei
Sesamia jansei är en fjärilsart som beskrevs av Willie Horace Thomas Tams och Wray Merrill Bowden 1953. Sesamia jansei ingår i släktet Sesamia och familjen nattflyn. Inga underarter finns listade i Catalogue of Life.